# Slaget vid Föglöfjärden
Slaget vid Föglöfjärden, även kallat slaget vid Flisö eller slaget vid Ledsund, var ett sjöslag mellan en svensk flottenhet och rysk roddflotta under stora nordiska kriget och ägde rum 27 juli 1720 i Östersjön på Föglöfjärden i den åländska skärgården.

## Bakgrunden
För att forcera fram förmånligast möjliga fredsvillkor för Ryssland härjade den ryska skärgårdsflottan år 1719 svenska kusten mellan Öregrund och Norrköping (de så kallade rysshärjningarna). Den ryske generalamiralen Fjodor Apraksin förfogade för detta över 130 galärer, ett 100-tal transportfartyg och 26 000 man. All bebyggelse utanför Vaxholms fästning och Dalarö skans brändes ned. 
Sverige saknade vid denna tidpunkt något verksamt motmedel. Att med seglande fartyg försöka jaga roddfartygen i den grunda skärgården var utsiktslöst och riskabelt. Svenska flottans fartyg koncentrerades därför till att från förankrade positioner förstärka Stockholms inloppsförsvar vid Vaxholm.
De lätt byggda skärgårdsfartygen kunde inte utsättas för de havsgående fartygens eldkraft. Ryssarna försökte därför gå runt försvaret vid Vaxholm, vilket ledde till slaget vid Stäket 1719.
Den 26 juli 1720 kom den ryska flottan under Michail Golitsyns befäl (61 roddgalärer, 25–29 övriga båtar och över 11 000 soldater) till Åland. En mindre svensk sjöstyrka som hade till uppgift att hindra ryska skärgårdsflottan från att gå över Ålands hav, fick reda på att en roddstyrka befann sig i Ålands skärgård. Viceamiral Carl Georg Siöblad beslöt sig då för att angripa denna.

## Slagordning

### Svenskarna
- Linjeskeppet Pommern (56 kanoner)
- Fregatten Kiskin
- Fregatten Stora Phoenix
- Fregatten Danska Örn
- Fregatten Svarta Örn
- Fregatten Vanqueur
- Tre galärer
- Ett antal mindre enheter

### Den ryska sidan
Över 11 000 man infanteri och besättningsmanskap
- 61 galärer
- 29 mindre enheter

## Slaget
När den ryska flottan närmade sig Granhamn den 27 juli lättade den svenska flottan under viceamiral Carl Georg Siöblads befäl ankar (ett linjeskepp Pommern, fem fregatter, nio mindre enheter, ca 1 000 soldater, 156 kanoner) och började närma sig ryssarna. Man upprätthöll samtidigt kraftig eldgivning. Den ryska flottan började skyndsamt dra sig mot grunt vatten i ett gatlopp mellan de svenska örlogsfartygen som fick allt svårare att manövrera i de trånga farvattnen. När vinden avtog under slaget fick den ryska sidan ett övertag. Samtidigt gick flera fregatter på grund efter misslyckade stagvändningar i de trånga farvattnen och under rysk beskjutning. 
Efter att ha blivit kringrända av ryska galärer och under hård beskjutning lyckades den ryska sidan borda ett flertal fartyg varav fyra svenska fregatter erövrades (34 kanoners Stora Phoenix, 30 kanoners Vainqueur, 22 kanoners Kiskin och 18 kanoners Danska Örn). Nu var den svenska flottan i ett farligt läge. Eftersom alla inlopp till fjärden var stängda måste svenskarna segla ut den väg de kommit. Pommern, som misslyckats med en slagvändning, genomförde en grundvändning varvid skeppet svängdes genom att fälla lovarts ankare. Efter att ha avgett en sista bredsida seglade Pommern ut genom Ledsund följt av Svarta Örn, kvarvarande galärer och de mindre enheterna. Den ryska sidan förföljde inte.
Även ryska flottan blev hårt åtgången under slaget och fick 43 galärer sänkta eller så pass svårt skadade att de fick brännas efteråt. Svenskarnas förluster uppgick till 103 döda och 407 tillfångatagna, de ryska förlusterna blev över 2 000 stupade  (enligt ryska källor: 82 dödade och 236 sårade).

## Slagets efterverkningar
Konsekvenserna av slaget visade sig i att den svenska kusten skonades från härjningar det året. Samtidigt visade den ryska flottan sin sårbarhet i öppen sjö mot högsjöfartyg. Följande år återupptogs de ryska härjningarna.
Slaget visade sig vara en svensk seger: av de fyra fregatter som förlorades var Danska Örn danskt krigsbyte och Stora Phoienix över elva år gammal, medan Kiskin och Vanqueur var före detta eklastdragare som under de hårda krigsåren konverterats till fregatter. Samtliga fregatter var i dåligt skick och bristfälligt utrustade. Någon större materiell förlust för den svenska sidan förelåg alltså inte. Den ryske tsaren utropade sig dock som segrare och som ett tecken på sin seger lät han hugga in sitt namnchiffer på Flisöberget i närheten av platsen för sjöslaget.
Omfattningen av de ryska förlusterna blev inte omedelbart kända i Stockholm. Förlusten av fyra fregatter var dock iögonenfallande, trots att detta inte nämnvärt påverkade styrkeförhållandena till sjöss. Siöblad ställdes därför inför krigsrätt för att ha brutit mot flottiljchefen Hans Wachtmeisters order att inte anfalla och dömdes till sex månaders löneavdrag. Hans insats blev dock senare erkänd. År 1747 befordrades han till överamiral.